# Lindeman-Islands-Nationalpark
Der Lindeman-Islands-Nationalpark (engl.: Lindeman Islands National Park) ist ein Nationalpark im Osten des australischen Bundesstaates Queensland.

## Lage
Der Nationalpark liegt 885 Kilometer nordwestlich von Brisbane und ca. 75 Kilometer nördlich von Mackay. Die Inselgruppe der Lindeman Islands befinden sich südlich des Whitsunday-Islands-Nationalparks auf dem Festlandsockel in der Korallensee.
Die Gruppe besteht aus 14 Inseln, deren größte Lindeman Island selbst ist. Daneben gehören Baynham Island, Cornston Island, Gaibirra Island, Triangle Island, Keyser Island, Little Lindeman Island, Maher Island, Mansell Island, Pentecoste Island, Seaforth Island, Shaw Island, Thomas Island und Volskow Island zu dieser Inselgruppe.
In der Umgebung liegen die Nationalparks Repulse Islands, Whitsunday Islands, Molle Islands und Smith Islands; auf dem Festland der Conway-Nationalpark.

## Geologie
Wie auch die Whitsunday Islands sind die Lindeman Islands vulkanischen Ursprungs. Ausbrüche vor 110 Mio. Jahren ließen in der Gegend Berge entstehen, die später in der Korallensee versanken. Die Hauptinsel besteht aus erkaltetem Magma, die anderen, größeren Inseln bestehen aus Granit. Die kleinen Inseln besitzen einen harten, vulkanischen Kern.

## Flora
Auf den Inseln findet man tropischen Regenwald an den geschützteren Stellen, ansonsten lichten Wald und Grasland sowie Feuchtgebiete. Häufiges Abbrennen des Graslandes durch die örtlichen Aborigines vom Stamme der Ngaro verhinderte das Verbuschen.

## Einrichtungen
Zeltplätze gibt es auf Lindeman Island (Boat Port) und auf Shaw Island (Neck Bay). Für beide Plätze braucht man Genehmigungen. Auf Lindeman Island wurden etliche Wanderwege und auch ein Flugplatz angelegt. Das Resort auf Lindeman Island wurde bis zum Verkauf im Jahr 2012 von Club Med betrieben. Daneben existiert auf Seaforth Island noch ein kurzer Wanderweg.

## Zufahrt
Die 35 Kilometer südöstlich von Shute Harbour gelegene Inselgruppe ist von dort und von Airlie Beach aus mit privaten oder kommerziellen Booten erreichbar.